# Вара, Шайлеш
Шайлеш Лахман Вара (англ. Shailesh Lakhman Vara; род. 4 сентября 1960) — британский политик индо-угандийского происхождения, министр по делам Северной Ирландии (2022).

## Биография
Родился в британском протекторате Уганда в семье индийских иммигрантов из штата Гуджарат, получил индуистское воспитание. В 1964 году семья переехала в Великобританию, где Вара окончил Университет Брунеля, получив квалификацию солиситора.
В 1980-е годы вступил в Консервативную партию, в 2005 году избран в Палату общин от Северо-Западного Кембриджшира. Некоторое время занимал должность заместителя председателя партии, с 2006 года поддерживал законопроект о расширении возрастных пределов регулярного обследования женщин на предмет ранней диагностики рака молочной железы с 50-70 лет до 45-75 лет.
7 июля 2022 года получил портфель министра по делам Северной Ирландии в ходе массовых отставок министров второго кабинета Бориса Джонсона, недовольных его руководством.
6 сентября 2022 года при формировании правительства Лиз Трасс не получил никакого назначения.